# (miss)understood
(miss)understood – siódmy album Ayumi Hamasaki. Oficjalna data wydania to 1 stycznia 2006, ale płyta pojawiła się w sklepach 28 grudnia 2005r. W Azji sprzedano 1 800 000 kopii.

## Lista utworów

### CD
| #  | Tytuł                             | Muzyka                            | Aranżacja        | Czas |
| -- | --------------------------------- | --------------------------------- | ---------------- | ---- |
| 1  | "Bold & Delicious"                | Geo of Sweetbox                   | CMJK             | 4:43 |
| 2  | "STEP you"                        | Kazuhiro Hara                     | CMJK             | 4:28 |
| 3  | "Ladies Night"                    | Geo of Sweetbox                   | CMJK             | 4:32 |
| 4  | "is this LOVE?"                   | Miki Watanabe                     | HΛL              | 4:53 |
| 5  | "(miss)understood"                | Tetsuya Yukumi                    | Tasuku           | 4:04 |
| 6  | "alterna"                         | Shintaro Hagiwara, Sousaku Sasaki | CMJK             | 5:30 |
| 7  | "In The Corner"                   | Geo of Sweetbox                   | Tasuku           | 3:24 |
| 8  | "tasking" (instrumental)          | Tasuku                            | Tasuku           | 1:28 |
| 9  | "criminal"                        | Kazuhiro Hara                     | Kazuhiro Hara    | 5:13 |
| 10 | "Pride"                           | Geo of Sweetbox                   | CMJK             | 4:10 |
| 11 | "Will"                            | CREA, D.A.I                       | Tasuku           | 4:09 |
| 12 | "HEAVEN"                          | Kazuhito Kikuchi                  | Yuta Nakano, KZB | 4:21 |
| 13 | "Are You Wake Up?" (instrumental) | CMJK                              | CMJK             | 2:07 |
| 14 | "fairyland"                       | Tasuku                            | HΛL              | 5:19 |
| 15 | "Beautiful Day"                   | Geo of Sweetbox                   | Tasuku           | 4:36 |
| 16 | "rainy day"                       | Geo of Sweetbox                   | Yuta Nakano      | 4:02 |

### DVD
| #  | Tytuł                                          | Reżyser         | Czas |
| -- | ---------------------------------------------- | --------------- | ---- |
| 1  | "STEP you" (teledysk)                          | Tetsuo Inoue    | 4:52 |
| 2  | "is this LOVE?" (teledysk)                     | Masashi Muto    | 4:55 |
| 3  | "fairyland" (teledysk)                         | Wataru Takeishi | 5:30 |
| 4  | "alterna" (teledysk)                           | Kouki Tange     | 5:42 |
| 5  | "HEAVEN" (teledysk)                            | Wataru Takeishi | 4:31 |
| 6  | "Bold & Delicious" (teledysk)                  | Luis Hernandez  | 5:09 |
| 7  | "Pride" (teledysk)                             | Luis Hernandez  | 4:32 |
| 8  | "rainy day" (teledysk)                         | Tetsuo Inoue    | 4:14 |
| 9  | "Ladies Night" (teledysk)                      | Masashi Muto    | 4:31 |
| 10 | "Bold & Delicious: Side Story" (album vesrion) | Luis Hernandez  | 4:48 |
| 11 | "STEP you" (making clip)                       |                 | 4:22 |
| 12 | "is this LOVE?" (making clip)                  |                 | 5:03 |
| 13 | "fairyland" (making clip)                      |                 | 5:19 |
| 14 | "alterna" (making clip)                        |                 |      |
| 15 | "HEAVEN" (making clip)                         |                 |      |
| 16 | "Pride" (making clip)                          |                 | 4:38 |